# Schönauklamm
Die Schönauklamm oder Schönauer Klamm ist eine Schlucht im südlichen Teil des Jogllandes im österreichischen Bundesland Steiermark. Sie wird vom Kroisbach, einem rechten Zufluss der Pöllauer Safen, durchflossen.

## Lage und Umgebung

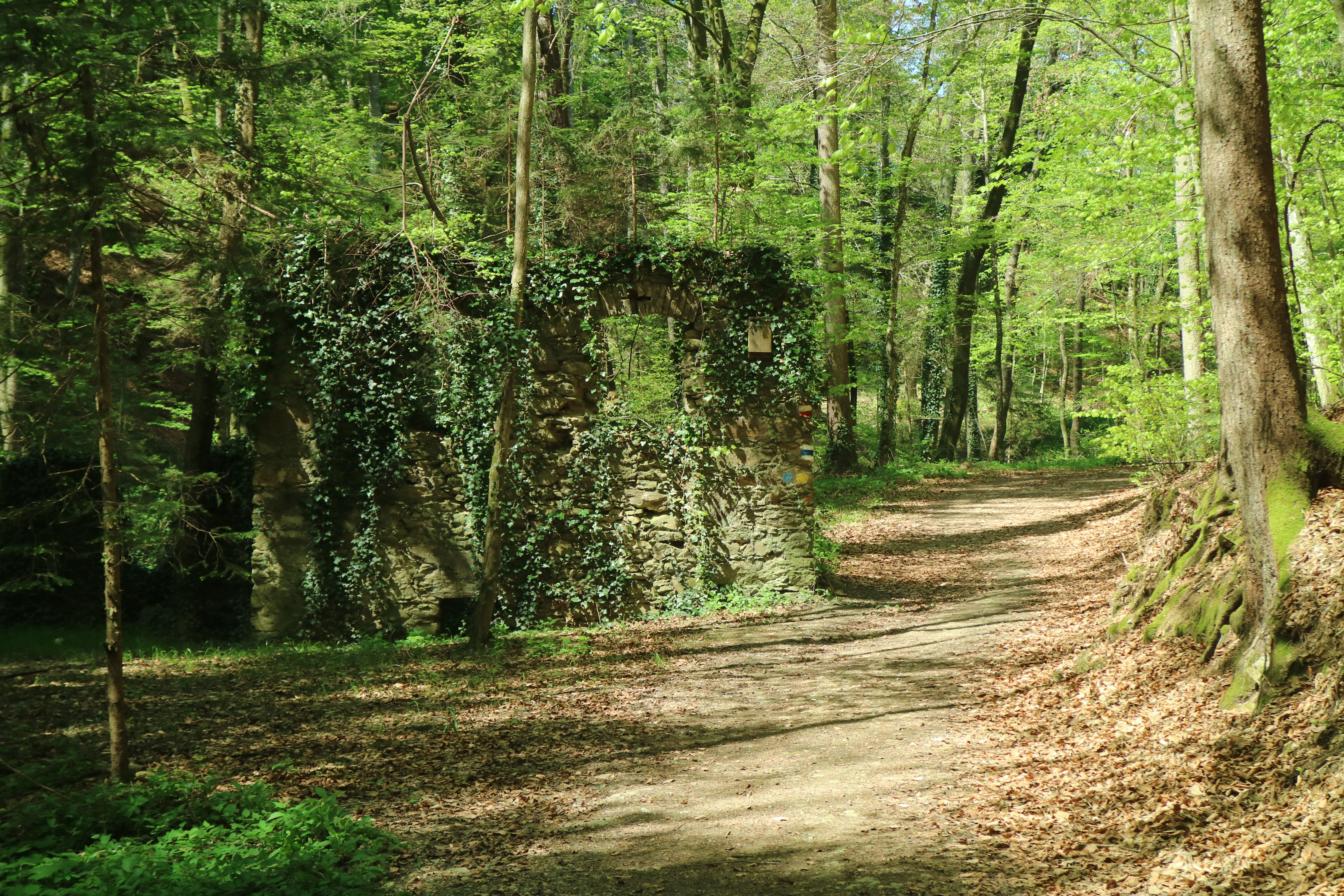
Verfallene Mühle am Wanderweg

Die Schönauklamm befindet sich im südlichen Teil des Pöllauer Tals auf dem Gebiet der ehemaligen Gemeinde Schönegg bei Pöllau. Die nur etwa 600 Meter lange Schlucht erstreckt sich zwischen einem südöstlichen Ausläufer von Rabenwaldkogel und Stubenberger Buchkogel im Westen und dem Burgstaller Kogel (455 m ü. A.) im Osten. Unmittelbar nach dem Schluchtausgang passiert der Kroisbach die Ortschaft Schönaudorf und mündet wenig später in die Pöllauer Safen. Die Schönauklamm kann auf einem einfachen Wanderweg, der teilweise als Naturlehrpfad ausgestaltet ist, durchquert werden. Der Schluchtabschnitt ist Teil einer etwa 14 Kilometer langen Wanderstrecke (Wegnummer 945) zwischen Pöllau und Maria Fieberbründl.

## Geologie und Geomorphologie
Am südöstlichen Hangfuß des Rabenwaldkogels tritt Strallegger Gneis zu Tage, in den sich der Kroisbach entlang einer Störung eingeschnitten hat. Am Schluchtausgang wird das silikatische Ausgangsgestein von erheblich jüngeren, pliozänen Blockschottern des Steirischen Tertiärbeckens überlagert. Aus morphologischer Sicht handelt es sich bei der Schönauklamm nicht um eine Klamm, sondern um eine durch weniger steile Hänge charakterisierte Schlucht.

## Flora und Fauna
Durch die charakteristische Geländeform herrscht in der Schlucht ein vergleichsweise kühles, feuchtes Waldklima. Während an den oberen Hängen Fichtenmonokulturen das Landschaftsbild prägen, dominiert in den mittleren Lagen Buchenwald, welcher in Ufernähe in Schluchtwald vom Typ Ahorn-Eschen-Edellaubwald übergeht. Die natürliche Baumschicht bilden vor allem Bergahorn, Bergulme, Gemeine Esche, Rotbuche und Winterlinde. Die Eschen in der Schönauklamm zeigen stark aufgelichtete Kronen, was als Symptom für das durch das Falsche Weiße Stängelbecherchen ausgelöste Eschentriebsterben gilt. Die lediglich in Ansätzen vorhandene Strauchschicht besteht in erster Linie aus Gemeiner Hasel. Artenreich präsentiert sich hingegen die Krautschicht: In Bachnähe ist linksufrig eine Hochstaudenflur mit Bitterem Schaumkraut, Brennnesseln, Giersch, Knollen-Beinwell, Straußenfarn und Weißer Pestwurz anzutreffen. Daneben kommen Drüsiges und Kleines Springkraut als invasive Neophyten vor. Rechtsufrig treten Berg-Goldnessel, Bitteres Schaumkraut, Buschwindröschen, Milzkraut und Kleines Springkraut auf. Am Unterhang gleich neben dem Weg gedeihen außerdem Gemeiner Efeu, Geflecktes Lungenkraut, Hain-Sternmiere, Weiße Hainsimse und Wiesen-Kerbel.
Im Schluchtwald lassen sich zahlreiche Vogelarten wie Amsel, Buntspecht, Grünfink, Kohlmeise, Kuckuck, Mönchsgrasmücke, Ringeltaube, Rotkehlchen, Schwarzspecht, Tannenmeise, Waldkauz und Zilpzalp beobachten. In der Nähe des Wassers halten sich insbesondere Gebirgsstelze, Stieglitz, Wasseramsel und Zaunkönig auf. Einzelne moosbewachsene Felsen an den steilen Mischwaldhängen und im Bachbett dienen Amphibien wie Feuersalamander und Gelbbauchunke als Lebensraum. Das Wasser bewohnen außerdem Bachflohkrebs und Köcherfliegenlarven.
Seit April 2019 ist die Schönauer Klamm als Geschützter Landschaftsteil ausgewiesen.